# Blossom (album)
Pour les articles homonymes, voir Blossom.
 (mai 2017).
Si vous disposez d'ouvrages ou d'articles de référence ou si vous connaissez des sites web de qualité traitant du thème abordé ici, merci de compléter l'article en donnant les références utiles à sa vérifiabilité et en les liant à la section « Notes et références ».
Albums de Milky Chance
Sadnecessary
(2014)
Singles
1. Cocoon
Sortie : 11 novembre 2016

Blossom est le deuxième album du groupe allemand d'indie folk Milky Chance, sorti le 17 mars 2017.

## Liste des titres
| Édition standard | Édition standard             | Édition standard | Édition standard | Édition standard | Édition standard | Édition standard | Édition standard | Édition standard | Édition standard |
| No               | Titre                        | Durée            |                  |                  |                  |                  |                  |                  |                  |
| ---------------- | ---------------------------- | ---------------- | ---------------- | ---------------- | ---------------- | ---------------- | ---------------- | ---------------- | ---------------- |
| 1.               | Blossom                      | 4:12             |                  |                  |                  |                  |                  |                  |                  |
| 2.               | Ego                          | 3:52             |                  |                  |                  |                  |                  |                  |                  |
| 3.               | Firebird                     | 3:41             |                  |                  |                  |                  |                  |                  |                  |
| 4.               | Doing Good                   | 4:10             |                  |                  |                  |                  |                  |                  |                  |
| 5.               | Clouds                       | 4:17             |                  |                  |                  |                  |                  |                  |                  |
| 6.               | Cold Blue Rain               | 4:57             |                  |                  |                  |                  |                  |                  |                  |
| 7.               | Stay                         | 4:10             |                  |                  |                  |                  |                  |                  |                  |
| 8.               | Bad Things (feat. Izzy Bizu) | 4:12             |                  |                  |                  |                  |                  |                  |                  |
| 9.               | Cocoon                       | 4:15             |                  |                  |                  |                  |                  |                  |                  |
| 10.              | Losing You                   | 4:32             |                  |                  |                  |                  |                  |                  |                  |
| 11.              | Peripeteia                   | 3:43             |                  |                  |                  |                  |                  |                  |                  |
| 12.              | Alive                        | 4:10             |                  |                  |                  |                  |                  |                  |                  |
| 13.              | Piano Song                   | 3:18             |                  |                  |                  |                  |                  |                  |                  |
| 14.              | Heartless                    | 6:42             |                  |                  |                  |                  |                  |                  |                  |
| 60:11            |                              |                  |                  |                  |                  |                  |                  |                  |                  |

| Titres bonus - Édition digipack | Titres bonus - Édition digipack   | Titres bonus - Édition digipack | Titres bonus - Édition digipack | Titres bonus - Édition digipack | Titres bonus - Édition digipack | Titres bonus - Édition digipack | Titres bonus - Édition digipack | Titres bonus - Édition digipack | Titres bonus - Édition digipack |
| No                              | Titre                             | Durée                           |                                 |                                 |                                 |                                 |                                 |                                 |                                 |
| ------------------------------- | --------------------------------- | ------------------------------- | ------------------------------- | ------------------------------- | ------------------------------- | ------------------------------- | ------------------------------- | ------------------------------- | ------------------------------- |
| 15.                             | Cold Blue Rain (Acoustic Version) | 3:45                            |                                 |                                 |                                 |                                 |                                 |                                 |                                 |
| 16.                             | Alive (Acoustic Version)          | 3:16                            |                                 |                                 |                                 |                                 |                                 |                                 |                                 |
| 67:12                           |                                   |                                 |                                 |                                 |                                 |                                 |                                 |                                 |                                 |

| Titres bonus - Édition Deluxe (support numérique, Lichtdicht Records), | Titres bonus - Édition Deluxe (support numérique, Lichtdicht Records), | Titres bonus - Édition Deluxe (support numérique, Lichtdicht Records), | Titres bonus - Édition Deluxe (support numérique, Lichtdicht Records), | Titres bonus - Édition Deluxe (support numérique, Lichtdicht Records), | Titres bonus - Édition Deluxe (support numérique, Lichtdicht Records), | Titres bonus - Édition Deluxe (support numérique, Lichtdicht Records), | Titres bonus - Édition Deluxe (support numérique, Lichtdicht Records), | Titres bonus - Édition Deluxe (support numérique, Lichtdicht Records), | Titres bonus - Édition Deluxe (support numérique, Lichtdicht Records), |
| No                                                                     | Titre                                                                  | Durée                                                                  |                                                                        |                                                                        |                                                                        |                                                                        |                                                                        |                                                                        |                                                                        |
| ---------------------------------------------------------------------- | ---------------------------------------------------------------------- | ---------------------------------------------------------------------- | ---------------------------------------------------------------------- | ---------------------------------------------------------------------- | ---------------------------------------------------------------------- | ---------------------------------------------------------------------- | ---------------------------------------------------------------------- | ---------------------------------------------------------------------- | ---------------------------------------------------------------------- |
| 15.                                                                    | Cold Blue Rain (Acoustic Version)                                      | 3:45                                                                   |                                                                        |                                                                        |                                                                        |                                                                        |                                                                        |                                                                        |                                                                        |
| 16.                                                                    | Alive (Acoustic Version)                                               | 3:16                                                                   |                                                                        |                                                                        |                                                                        |                                                                        |                                                                        |                                                                        |                                                                        |
| 17.                                                                    | Cocoon (Acoustic Version)                                              | 3:14                                                                   |                                                                        |                                                                        |                                                                        |                                                                        |                                                                        |                                                                        |                                                                        |
| 18.                                                                    | Ego (Acoustic Version)                                                 | 4:28                                                                   |                                                                        |                                                                        |                                                                        |                                                                        |                                                                        |                                                                        |                                                                        |
| 19.                                                                    | Firebird (Acoustic Version)                                            | 3:12                                                                   |                                                                        |                                                                        |                                                                        |                                                                        |                                                                        |                                                                        |                                                                        |
| 20.                                                                    | Peripeteia (Acoustic Version)                                          | 3:18                                                                   |                                                                        |                                                                        |                                                                        |                                                                        |                                                                        |                                                                        |                                                                        |
| 81:24                                                                  |                                                                        |                                                                        |                                                                        |                                                                        |                                                                        |                                                                        |                                                                        |                                                                        |                                                                        |